# Diario Regional
El Diario Regional fue un periódico español publicado en la ciudad de Valladolid entre 1908 y 1980.

## Historia
Fundado en 1908, nació como un periódico de ideología católica e integrista. En el periodo de la Segunda República el diario se mantuvo fiel a su línea integrista, aunque también ejerció como órgano de la coalición conservadora CEDA.
Siguió editándose tras la Guerra civil, y durante la dictadura franquista fue uno de los tres diarios que se publicaban en Valladolid, junto a El Norte de Castilla y Libertad —este último era el órgano oficial del «Movimiento»—. Reflejo de los cambios que vivió tras la contienda, en 1940 abandonó su antiguo lema Religión-Patria-Orden-Trabajo y adoptó el de Diario católico. Durante algún tiempo llegó a pertenecer a la cadena de prensa de Editorial Católica. Posteriormente pasaría a propiedad del empresario Sebastián Auger, integrando en el Grupo Mundo. Acabaría desapareciendo en 1980.